# Alfabeto siríaco
O alfabeto siríaco é um sistema de escrita usado principalmente para escrever a língua siríaca desde o século I É um dos abjads derivados diretamente do alfabeto aramaico e tem semelhanças com os alfabetos fenício, hebraico, árabe e mongol.
O siríaco é escrito da direita para a esquerda. É uma escrita cursiva em que algumas letras, mas não todas, se unem dentro de uma palavra. O alfabeto tem 22 letras, todas consoantes. Os sons das vogais são determinados pela memória do leitor ou por pontos (um sistema de marcas diacríticas para indicar a leitura correta)
Alem de representarem os sons da língua, as letras do alfabeto siríaco também podem ser usadas para representar números, num sistema similar às numerações hebraica e grega.
Quando a língua árabe começou a ser a mais falada no Crescente Fértil, os textos eram frequentemente escritos em árabe mas no alfabeto siríaco. O malaiala era também escrito em siríaco e era chamado Suriyani Malayalam. Esses escritos (representando outra língua pelo alfabeto siríaco) são usualmente chamados Karshuni or Garshuni (ܓܪܫܘܢܝ).

## Variantes

As primeiras palavras do Evangelho segundo S. João escritas em Serṭā, Maḏnḥāyā e ʾEsṭrangēlā (de cima para baixo) — brēšiṯ iṯaw[hy]-[h]wā melṯā, 'no princípio era o verbo'.

Há três variantes do alfabeto siríaco: o clássico ʾEsṭrangēlā, o oriental Maḏnḥāyā e o ocidental Serṭā .

### ʾEsṭrangēlā
A forma clássica e mais antiga do alfabeto é o ʾEsṭrangēlā (ܐܣܛܪܢܓܠܐ); supõe-se que o nome seja derivado do adjetivo grego στρογγύλη (strongylē, 'arredondado'), embora também tenha sido sugerido que derive de ܣܪܛܐ ܐܘܢܓܠܝܐ (serṭā ’ewangēlāyā, 'caracter do evangelho'). Embora o ʾEsṭrangēlā já não seja usado como a principal forma de escrita siríaca, teve algum revivalismo desde o século X. É frequentemente usado em publicações académicas (por exemplo, a versão da Universidade de Leiden do Peshitta), em títulos e inscrições. Nalguns antigos manuscritos e inscrições é possivel a qualquer letra juntar-se a outra à sua esquerda, sendo por vezes encontradas antigas letras aramaicas (especialmente o Ḥeth e o Mem). No ʾEsṭrangēlā normalmente não são usadas marcas para assinalar as vogais.

### Maḏnḥāyā
O dialeto siríaco oriental é normalmente escrito na forma Maḏnḥāyā (ܡܲܕ݂ܢܚܵܝܵܐ, 'oriental') do alfabeto. Outros nomes para essa escrita são Swāḏāyā (ܣܘܵܕ݂ܵܝܵܐ, "conversacional", frequentemente traduzido como "contemporâneo", refletindo o seu uso para escrever o moderno neo-aramaico), "assírio" (não confundir com o nome tradicional do alfabeto hebraico), "caldeu", e, incorretamente, "nestoriano" (um termo originalmente usado para designar a Igreja do Leste no Império Persa). A escrita oriental assemelha-se mais do que a ocidental ao ʾEsṭrangēlā, estando de certa forma a meio caminho entre as duas. A escrita oriental usa um sistema de pontos acima e abaixo das letras para indicar as vogais:
- um ponto acima e outro abaixo de uma letra representa [a], transliterado como a ou ă (ܦܬ݂ܵܚܵܐ, Pṯāḥā). Ex.: ܐܲ
- dois pontos colocados na diagonal acima de uma letra representam [ɑ], transliterado como  ā ou â ou å (ܙܩܵܦ݂ܵܐ, Zqāp̄ā) Ex.: ܐܵ
- dois pontos colocados horizontalmente por baixo de uma letra representam [ɛ], transliterado como e como ĕ (ܪܒ݂ܵܨܵܐ ܐܲܪܝܼܟ݂ܵܐ, Rḇāṣā ărīḵā ou ܙܠܵܡܵܐ ܦܫܝܼܩܵܐ, Zlāmā pšīqā; frequentemente pronunciado como [ɪ] e transliterado como i no dialeto siríaco oriental). Ex.: ܐܸ
- dois pontos colocados na diagonal abaixo de uma letra representam [e], transliterado como ē (ܪܒ݂ܵܨܵܐ ܟܲܪܝܵܐ, Rḇāṣā karyā ou ܙܠܵܡܵܐ ܩܲܫܝܵܐ, Zlāmā qašyā). Ex.: ܐܹ
- uma letra Yōḏ com um ponto abaixo representa [i], transliterado como ī ou i (ܚܒ݂ܵܨܵܐ, Ḥḇāṣā). Ex.: ܝܼ
- uma letra Waw com um ponto abaixo representa [u], transliterado como ū ou u (ܥܨܵܨܵܐ ܐܲܠܝܼܨܵܐ, ʿṢāṣā ălīṣā ou ܪܒ݂ܵܨܵܐ, Rḇāṣā). Ex.: ܘܼ
- uma letra Waw com um ponto acima representa [o], transliterado como ō ou o (ܥܨܵܨܵܐ ܪܘܝܼܚܵܐ, ʿṢāṣā rwīḥā ou ܪܘܵܚܵܐ, Rwāḥā). Ex.: ܘܿ
- uma combinação de Rḇāṣā karyā (usualmente) seguida por uma letra Yōḏ representa [e] (possivelmente *[e̝] in Proto-Siríaco), transliterado como ē ou ê (ܐܲܣܵܩܵܐ, ʾĂsāqā). Ex.: ܐܹܝ

Pensa-se que o método oriental de representar as vogais influenciou o desenvolvimento das marcas Niqqud usadas para escrever hebreu.
Além das referidas marcas de vogal, transliteração do siríaco por vezes utiliza e (acima da linha), ə, ou e̊ (ou frequentemente nada) para representar um schwa originário do aramaico que desapareceu a dada altura no desenvolvimento do siríaco. Alguns esquemas de transliteração consideram essa inclusão necessária para representar espirantização ou por razões históricas. Seja porque a sua distribuição é muito previsível (normalmente dentro de um cluster de duas consoantes no início da sílaba) ou porque a sua pronunciação perdeu-se, nem a variante oriental nem a ocidental têm um símbolo para representar o schəwa.

### Serṭā
O dialeto siríaco ocidental é normalmente escrito na forma Serṭā (ܣܶܪܛܳܐ‎, 'linha') do alfabeto, também chamada Pšīṭā (ܦܫܺܝܛܳܐ‎, 'simples'), 'maronita' ou 'jacobita' (embora "jacobita" seja considerado pejorativo). A maioria das letras derivam claramente do ʾEsṭrangēlā, mas com linhas simplificadas. Um estilo cursivo é evidente nos primeiros manuscritos siríacos, mas as obras importantes eram escritas em ʾEsṭrangēlā. A partido do século VIII, o mais simples estilo Serṭā tornou-se popular, talvez por ser mais econômico no uso de pergaminho. O alfabeto nabateu (que deu origem ao alfabeto árabe) baseava-se nesta forma de escrita siríaca. Na escrita ocidental as vogais são normalmente indicadas através de vogais gregas em miniatura acima ou abaixo da letra a que se seguem:
- Um alpha maiúsculo (Α) representa [a], transliterado como a ou ă (ܦܬ݂ܳܚܳܐ‎, Pṯāḥā)
- Um alpha minúsculo (α) representa [ɑ], transliterado como ā ou â ou å (ܙܩܳܦ݂ܳܐ‎, Zqāp̄ā; pronunciado como [o] e transliterado como o no dialeto siríaco ocidental)
- Um epsilon minúsculo (ε) representa tanto [ɛ], transliterado como e ou ĕ, como [e], transliterado como ē (ܪܒ݂ܳܨܳܐ‎, Rḇāṣā)
- Um eta maiúsculo (H) representa [i], transliterado como ī (ܚܒ݂ܳܨܳܐ‎, Ḥḇāṣā)
- Uma combinação entre ypsilon maiúsculo (Υ) e ómicron minúsculo (ο) representa [u], transliterado como ū ou u (ܥܨܳܨܳܐ‎, ʿṢāṣā)
- Um ômega minúsculo é utilizado apenas na interjeição vocativa ʾō (ܐܘّ‎, 'O!').

## O alfabeto
O alfabeto siríaco consiste nas seguintes letras, mostradas na sua forma isolada (não ligadas a outras). Quando isoladas, as letras Kāp̄, Mīm, e Nūn são normalmente mostradas com a sua forma inicial ligada à forma final. As letras ʾĀlap̄, Dālaṯ, Hē, Waw, Zayn, Ṣāḏē, Rēš, e Taw (e, nos antigos manuscritos ʾEsṭrangēlā, a letra Semkaṯ) não se ligam à letra seguinte dentro de uma palavra quando escritas - na tabela essas letras são marcadas com um asterisco.
| Nome          | Letra       | Letra    | Letra | Som                                                  | Som                                        | Valor Numérico | Equivalente Fenício | Equivalente Hebraico | Equivalent Árabe |
| Nome          | ʾEsṭrangēlā | Maḏnḥāyā | Serṭā | Transliteração                                       | IPA                                        | Valor Numérico | Equivalente Fenício | Equivalente Hebraico | Equivalent Árabe |
| ------------- | ----------- | -------- | ----- | ---------------------------------------------------- | ------------------------------------------ | -------------- | ------------------- | -------------------- | ---------------- |
| ʾĀlap̄* (ܐܠܦ)  |             |          |       | ʾ ou nada                                            | [ʔ] ou silenciosa                          | 1              | 𐤀                   | א                    | ا                |
| Bēṯ (ܒܝܬ)     |             |          |       | forte: b suave: ḇ (também bh, v, β)                  | forte: [b] suave: [v] ou [w]               | 2              | 𐤁                   | ב                    | ب                |
| Gāmal (ܓܡܠ)   |             |          |       | forte: g suave: ḡ (também g̱, gh, ġ, γ)               | forte: [ɡ] suave: [ɣ]                      | 3              | 𐤂                   | ג                    | ج                |
| Dālaṯ* (ܕܠܬ)  |             |          |       | forte: d suave: ḏ (também dh, ð, δ)                  | forte: [d] suave: [ð]                      | 4              | 𐤃                   | ד                    | د, ذ             |
| Hē* (ܗܐ)      |             |          |       | h                                                    | [h]                                        | 5              | 𐤄                   | ה                    | ه                |
| Waw* (ܘܘ)     |             |          |       | consoante: w mater lectionis: ū ou ō (também u ou o) | consoante: [w] mater lectionis: [u] ou [o] | 6              | 𐤅                   | ו                    | و                |
| Zayn* (ܙܝܢ)   |             |          |       | z                                                    | [z]                                        | 7              | 𐤆                   | ז                    | ز                |
| Ḥēṯ (ܚܝܬ)     |             |          |       | ḥ                                                    | [ħ], [x], ou [χ]                           | 8              | 𐤇                   | ח                    | ح, خ             |
| Ṭēṯ (ܛܝܬ)     |             |          |       | ṭ                                                    | [tˤ]                                       | 9              | 𐤈                   | ט                    | ط, ظ             |
| Yōḏ (ܝܘܕ)     |             |          |       | consoante: y mater lectionis: ī (também i)           | consoante: [j] mater lectionis: [i] ou [e] | 10             | 𐤉                   | י                    | ي                |
| Kāp̄ (ܟܦ)      |             |          |       | forte: k suave: ḵ (também kh, x)                     | forte: [k] suave: [x]                      | 20             | 𐤊                   | כ ך                  | ك                |
| Lāmaḏ (ܠܡܕ)   |             |          |       | l                                                    | [l]                                        | 30             | 𐤋                   | ל                    | ل                |
| Mīm (ܡܝܡ)     |             |          |       | m                                                    | [m]                                        | 40             | 𐤌                   | מ ם                  | م                |
| Nūn (ܢܘܢ)     |             |          |       | n                                                    | [n]                                        | 50             | 𐤍                   | נ ן                  | ن                |
| Semkaṯ (ܣܡܟܬ) |             |          |       | s                                                    | [s]                                        | 60             | 𐤎                   | ס                    | —                |
| ʿĒ (ܥܐ)       |             |          |       | ʿ                                                    | [ʕ]                                        | 70             | 𐤏                   | ע                    | ع, غ             |
| Pē (ܦܐ)       |             |          |       | forte: p suave: p̄ (também p̱, ᵽ, ph, f)               | forte: [p] suave: [f]                      | 80             | 𐤐                   | פ ף                  | ف                |
| Ṣāḏē* (ܨܕܐ)   |             |          |       | ṣ                                                    | [sˤ]                                       | 90             | 𐤑                   | צ ץ                  | ص, ض             |
| Qōp̄ (ܩܘܦ)     |             |          |       | q                                                    | [q]                                        | 100            | 𐤒                   | ק                    | ق                |
| Rēš* (ܪܝܫ)    |             |          |       | r                                                    | [r]                                        | 200            | 𐤓                   | ר                    | ر                |
| Šīn (ܫܝܢ)     |             |          |       | š (também sh)                                        | [ʃ]                                        | 300            | 𐤔                   | ש                    | س, ش             |
| Taw* (ܬܘ)     |             |          |       | forte: t suave: ṯ (também th, θ)                     | forte: [t] suave: [θ]                      | 400            | 𐤕                   | ת                    | ت, ث             |

## Forma contextual das letras
| Nome   | ʾEsṭrangēlā (clássico) | ʾEsṭrangēlā (clássico) | ʾEsṭrangēlā (clássico) | Maḏnḥāyā (oriental) | Maḏnḥāyā (oriental) | Maḏnḥāyā (oriental) |
| Nome   | Forma normal           | Final ligada           | Final desligada        | Forma normal        | Final ligada        | Final desligada     |
| ------ | ---------------------- | ---------------------- | ---------------------- | ------------------- | ------------------- | ------------------- |
| ʾĀlap̄  |                        |                        |                        |                     | 1                   |                     |
| Bēṯ    |                        |                        |                        |                     |                     |                     |
| Gāmal  |                        |                        |                        |                     |                     |                     |
| Dālaṯ  |                        |                        |                        |                     |                     |                     |
| Hē     |                        |                        |                        |                     |                     |                     |
| Waw    |                        |                        |                        |                     |                     |                     |
| Zayn   |                        |                        |                        |                     |                     |                     |
| Ḥēṯ    |                        |                        |                        |                     |                     |                     |
| Ṭēṯ    |                        |                        |                        |                     |                     |                     |
| Yōḏ    |                        |                        |                        |                     |                     |                     |
| Kāp̄    |                        |                        |                        |                     |                     |                     |
| Lāmaḏ  |                        |                        |                        |                     |                     |                     |
| Mīm    |                        |                        |                        |                     |                     |                     |
| Nūn    |                        |                        |                        |                     |                     |                     |
| Semkaṯ |                        |                        |                        |                     | /                   |                     |
| ʿĒ     |                        |                        |                        |                     |                     |                     |
| Pē     |                        |                        |                        |                     |                     |                     |
| Ṣāḏē   |                        |                        |                        |                     |                     |                     |
| Qōp̄    |                        |                        |                        |                     |                     |                     |
| Rēš    |                        |                        |                        |                     |                     |                     |
| Šīn    |                        |                        |                        |                     |                     |                     |
| Taw    |                        |                        |                        |                     |                     |                     |

1 Na posição final a seguir a Dālaṯ ou Rēš, ʾĀlap̄ toma a forma normal em vez da final

### Ligaduras
| Nome        | ʾEsṭrangēlā (clássico) | ʾEsṭrangēlā (clássico) | ʾEsṭrangēlā (clássico) | Maḏnḥāyā (oriental) | Maḏnḥāyā (oriental) | Maḏnḥāyā (oriental) | Caractere unicode | Descrição                                  |
| Nome        | Forma normal           | Final ligada           | Final desligada        | Forma normal        | Final ligada        | Final desligada     | Caractere unicode | Descrição                                  |
| ----------- | ---------------------- | ---------------------- | ---------------------- | ------------------- | ------------------- | ------------------- | ----------------- | ------------------------------------------ |
| Lāmaḏ-ʾĀlap̄ |                        |                        |                        |                     |                     |                     | ܠܐ                | Lāmaḏ e ʾĀlap̄ combinadas no fim da palavra |
| Taw-ʾĀlap̄   |                        |                        |                        |                     |                     | /                   | ܬܐ                | Taw e ʾĀlap̄ combinadas no fim da palavra   |
| Hē-Yōḏ      |                        |                        |                        |                     |                     |                     | ܗܝ                | Hē e Yōḏ combinadas no fim da palavra      |
| Taw-Yōḏ     |                        |                        |                        |                     |                     |                     | ܬܝ                | Taw e Yōḏ combinadas no fim da palavra     |

## Alterações de letras
Três letras funcionam como matres lectionis: em vez de serem consoantes, indicam uma vogal. ʾĀlap̄ (ܐ), a primeira letra, representa uma oclusiva glotal, mas também pode indicar uma vogal no principio ou no fim de uma palavra. A letra Waw (ܘ) é a consonante w, mas pode também representar as vogais o and u. Da mesma maneira, a letra Yōḏ (ܝ) representa a consoante y, mas também pode representar as vogais i e e.
No uso moderno, algumas alterações podem ser feitas para representar fonemas não representados na ortografia clássica. Uma marca similar a um til, chamada Majlīyānā (ܡܓ̰ܠܝܢܐ), é colocada, seja acima ou abaixo uma letra na variante Maḏnḥāyā para mudar o seu valor fonético (ver também Geresh):
- Adicionada ao Gāmal: [ɡ] para [d͡ʒ] (africada pós-alveolar sonora)
- Adicionada ao Kāp̄: [k] para [t͡ʃ] (africada pós-alveolar surda)
- Adicionada ao Zayn: [z] para [ʒ] (fricativa pós-alveolar sonora)
- Adicionada aoŠīn: [ʃ] para [ʒ]

Além dos sons estrangeiros, um sistema de marcas é utilizado para distinguir as qūššāyā (ܩܘܫܝܐ, letras 'fortes') das rūkkāḵā (ܪܘܟܟܐ, letras 'suaves'). As letras Bēṯ, Gāmal, Dālaṯ, Kāp̄, Pē, e Taw, todas oclusivas ('fortes'), podem ser espirantizandas em fricativas ('suaves'). O sistema implica colocar um ponto abaixo da letra para lhe dar a variante 'suave' e um ponto acima para lje dar a variante 'forte' (embora, no uso moderno, normalmente nenhuma marca seja usada para indicar o valor 'forte'):
| Nome          | Oclusiva | Translit. | IPA | Name           | Fricativa | Translit. | IPA        | Notas |
| ------------- | -------- | --------- | --- | -------------- | --------- | --------- | ---------- | --- |
| Bēṯ (qšīṯā)   | ܒ݁        | b         | [b] | Bēṯ rakkīḵtā   | ܒ݂         | ḇ         | [v] or [w] | [v] tornou-se [w] na maioria dos dialetos modernos. |
| Gāmal (qšīṯā) | ܓ݁        | g         | [ɡ] | Gāmal rakkīḵtā | ܓ݂         | ḡ         | [ɣ]        | |
| Dālaṯ (qšīṯā) | ܕ݁        | d         | [d] | Dālaṯ rakkīḵtā | ܕ݂         | ḏ         | [ð]        | [d] não é espirantizando nalguns dialetos orientais modernos. |
| Kāp̄ (qšīṯā)   | ܟ݁ܟ݁       | k         | [k] | Kāp̄ rakkīḵtā   | ܟ݂ܟ݂        | ḵ         | [x]        | |
| Pē (qšīṯā)    | ܦ݁        | p         | [p] | Pē rakkīḵtā    | ܦ݂ or ܦ̮    | p̄         | [f] iu [w] | [f] não existe na maioria do dialetos orietais modernos. Em vez disso, não é espirantizanda ou por vezes parece como [w]. Pē é a única letra na variante oriental do alfabeto que é espirantizanda com a adição de um semicirculo em vez de um único ponto. |
| Taw (qšīṯā)   | ܬ݁        | t         | [t] | Taw rakkīḵtā   | ܬ݂         | ṯ         | [θ]        | [t] não é espirantizanda em alguns dialetos orientais modernos. |

A mnemônica bḡaḏkp̄āṯ (ܒܓܕܟܦܬ) é muitas vezes usada para lembrar as seis letras que podem ser espirantizandas.
Na variante oriental do alfabeto siríaco, as marcas de espirantização são normalmente omitidas quando interferem com as marcas de vogal. O grau em que as letras podem ser espirantizandas varia de dialeto para dialeto, já que alguns dialetos determinadas letras deixaram de ser espirantizandas. Nas palavras nativas, a espirantização depende da posição da letra dentro da palavra ou sílaba, localização em relação a outras consoantes e vogais, geminação, etimologia e outros fatores. As palavras estrangeiras nem sempre são sujeitas às regras para espirantização.

## Códigos informáticos para representar o siríaco

### Unicode
O alfabeto siríaco foi adicionado ao Unicode Standard em setembro de 1999, com o lançamento da versão 3.0
As faixas unicode para o siríaco vão do U+0700 até U+074F:
| Siríaco[1][2] Carta oficial de códigos do Unicode Consortium (PDF)                              |   |   |   |   |   |   |   |   |   |   |   |   |   |   |   |      |
|                                                                                                 | 0 | 1 | 2 | 3 | 4 | 5 | 6 | 7 | 8 | 9 | A | B | C | D | E | F    |
| U+070x                                                                                          | ܀ | ܁ | ܂ | ܃ | ܄ | ܅ | ܆ | ܇ | ܈ | ܉ | ܊ | ܋ | ܌ | ܍ |   | ܏ MAS |
| U+071x                                                                                          | ܐ | ܑ  | ܒ | ܓ | ܔ | ܕ | ܖ | ܗ | ܘ | ܙ | ܚ | ܛ | ܜ | ܝ | ܞ | ܟ    |
| U+072x                                                                                          | ܠ | ܡ | ܢ | ܣ | ܤ | ܥ | ܦ | ܧ | ܨ | ܩ | ܪ | ܫ | ܬ | ܭ | ܮ | ܯ    |
| U+073x                                                                                          | ܰ  | ܱ  | ܲ  | ܳ  | ܴ  | ܵ  | ܶ  | ܷ  | ܸ  | ܹ  | ܺ  | ܻ  | ܼ  | ܽ  | ܾ  | ܿ     |
| U+074x                                                                                          | ݀  | ݁  | ݂  | ݃  | ݄  | ݅  | ݆  | ݇  | ݈  | ݉  | ݊  |   |   | ݍ | ݎ | ݏ    |
| Notas 1.↑ De acordo com o Unicode versão 7.0 2.↑ Áreas cinzentas indicam códigos não atribuídos |   |   |   |   |   |   |   |   |   |   |   |   |   |   |   |      |

A Abreviatura Siríaca (uma espécie de traço acima do texto) pode ser representada por um caractere de controlo especial, chamado Marca de Abreviatura Siríaca (U+070F).

### HTML
Nota: a codificação dos caracteres em HTML pode ser no formato decimal (&#DDDD;) ou hexadecimal (&#xHHHH;). Por exemplo, &#1813; e &#x0715; (1813 em decimal) representam ambos a letra siríaca Dalath (U+0715)

#### Alfabeto
| ܕ       | ܓ       | ܒ       | ܐ       |
| &#1813; | &#1811; | &#1810; | &#1808; |
| ܚ       | ܙ       | ܘ       | ܗ       |
| &#1818; | &#1817; | &#1816; | &#1815; |
| ܠ       | ܟܟ      | ܝ       | ܛ       |
| &#1824; | &#1823; | &#1821; | &#1819; |
| ܥ       | ܣ       | ܢܢ      | ܡܡ      |
| &#1829; | &#1828; | &#1826; | &#1825; |
| ܪ       | ܩ       | ܨ       | ܦ       |
| &#1834; | &#1833; | &#1832; | &#1830; |
|         |         | ܬ       | ܫ       |
|         |         | &#1836; | &#1835; |

#### Vogais e caracteres únicos
| ܲ        | ܵ        |
| &#1842; | &#1845; |
| ܸ        | ܹ        |
| &#1848; | &#1849; |
| ܼ        | ܿ        |
| &#1852; | &#1855; |
| ̈        | ̰        |
| &#776;  | &#816;  |
| ݁        | ݂        |
| &#1857; | &#1858; |
| ܀       | ܂       |
| &#1792; | &#1794; |
| ܄       | ݇        |
| &#1796; | &#1863; |

## Ligações Externas
- Syriac em Omniglot.com (em Inglês)
- Syriac em Ancientscripts.com (em Inglês)
- Fontes siríacas (em Inglês)
- How to write Aramaic - learn the Syriac cursive scripts (em Inglês)
- Aramaic and Syriac handwriting ʾEsṭrangēlā, clássico (em Inglês)
- Learn Assyrian (Syriac-Aramaic) OnLine Maḏnḥāyā, oriental (em Inglês)
- GNU FreeFont Família de fontes Unicode com uma seção siríaca na variante serif (em Inglês)